# موشيه جلام
موشيه جلام (بالعبرية: משה גלאם‏) هو لاعب كرة قدم إسرائيلي في مركز الوسط، ولد في 28 نوفمبر 1968 في نتانيا في إسرائيل. شارك مع منتخب إسرائيل لكرة القدم. أما مع النوادي، فقد لعب مع مكابي أخاء الناصرة ومكابي حيفا ومكابي نتانيا ونادي أسدود ونادي مكابي تل أبيب.

## وصلات خارجية
- موشيه جلام على موقع الاتحاد الدولي (مؤرشف)  (الإنجليزية)
- موشيه جلام على موقع قاعدة بيانات كرة القدم.إي يو (الإنجليزية)
- موشيه جلام على موقع ناشيونال فوتبول تيمز (الإنجليزية)